# Campeonato Asiático de Corta-Mato de 2004
A 7ª edição do Campeonato Asiático de Corta-Mato ocorreu em 2004 em Pune na Índia, três anos após a ultima edição ocorrida no Nepal . A categoria por equipes foi constituída de três atletas para cada nacionalidade o que contou pontos na classificação final.

## Medalhistas
Esses foram os resultados do campeonato. 
| Evento                      | Ouro                    | Prata                    | Bronze                |
| --------------------------- | ----------------------- | ------------------------ | --------------------- |
| Senior Masculino individual | Han Gang · China        | Chen Mingfu · China      | Deng Haiyang · China  |
| Senior Masculino por equipe | China                   | Índia                    | Irão                  |
| Junior Masculino individual | Satoru Kitamura · Japão | Yuki Sato · Japão        | Yuichiro Ueno · Japão |
| Junior Masculino por equipe | Japão                   | Índia                    | Irão                  |
| Senior Feminino individual  | Yumi Sato · Japão       | Ayako Suzuki · Japão     | Shi Hongjuan · China  |
| Senior feminino por equipe  | Japão                   | Índia                    | Sem premiação         |
| Junior Feminino individual  | Bao Guiying · China     | Misaki Katsumata · Japão | Zhu Yanmei · China    |
| Junior Feminino por equipe  | Japão                   | Índia                    | Singapura             |

## Quadro de medalhas
| Ordem | País      | Ouro | Prata | Bronze |    |
| 1     | Japão     | 5    | 3     | 1      | 8  |
| 2     | China     | 3    | 1     | 3      | 7  |
| 3     | Índia     | 0    | 4     | 0      | 4  |
| 4     | Irão      | 0    | 0     | 2      | 2  |
| 5     | Singapura | 0    | 0     | 1      | 1  |
| Total | Total     | 8    | 8     | 7      | 23 |